# Buidelmos
Buidelmos (Calypogeia) is een geslacht van levermossen uit de familie Calypogeiaceae.

## Determinatie
De lichtgroene tot blauwgroene, uitgestrekte of gedeeltelijk opgaande planten vormen meestal vlakke matten. De bovenste (de bovenrand van een blad bedekt de onderste rand van het volgende blad) flankbladeren zijn tweerijig en vaak dicht dakpansgewijs gerangschikt, de bladvorm is eivormig tot breed-eivormig of driehoekig, de bladpunt is afgerond of kort tweelobbig. Onderbladeren zijn altijd aanwezig, ze zijn meestal breder dan de stengel, ongeveer even lang als breed en aan de top meer of minder diep tweedelig tot ongedeeld. Aan de basis van de onderbladeren bevindt zich een klein-cellig veld van rhizoïde-primordia, waaruit vaak talrijke rhizoïden ontspringen. De bladcellen zijn relatief groot, dunwandig en hebben 2 tot 13 druifvormige, kleurloze of blauwe oliehoudende lichamen. Sporangia zijn cilindrisch, maar zijn zeldzaam. Vaker worden op de toppen van rechtopstaande, vlagellumachtige stengels groenachtige clusters van een- tot tweecellige broedlichamen gevormd.

## Verspreiding
Het geslacht heeft een bijna kosmopolitische verspreiding; het is afwezig in woestijngebieden en het Noordpoolgebied.

## Soorten
Wereldwijd worden ongeveer 35 soorten onderscheiden. Hoewel het geslacht vrij goed te herkennen is, is het moeilijk om sommige soorten binnen het geslacht te onderscheiden. Van de Europese soorten werden tot het begin van de 20e eeuw slechts drie soorten onderscheiden (C. arguta, C. fissa, C. trichomanis).
De volgende soorten komen voor in Nederland:
- Calypogeia arguta - Scheef buidelmos
- Calypogeia azurea - Blauw buidelmos
- Calypogeia fissa - Moerasbuidelmos
- Calypogeia integristipula - Langbladig buidelmos
- Calypogeia muelleriana - Gaaf buidelmos
- Calypogeia neesiana - Bergbuidelmos
- Calypogeia sphagnicola - Veenbuidelmos